# Шейпинг (психология)
Ше́йпинг (англ. shaping — «формирование поведения») — многошаговый процесс, модифицирующий поведение индивида с помощью положительных и отрицательных подкреплений. Научной базой метода является теория бихевиоризма. 
Метод шейпинга был разработан Фредериком Скиннером в 1953 году, на основе теории оперантного обуславливания. Этот тип обуславливания заключается в том, что поведение может быть изменено благодаря стимулам, которые следуют за поведением («награды» и «наказания»). 
Шейпинг предназначен для поэтапного моделирования сложного поведения, которое индивид никогда не проявлял прежде, или проявлял очень редко. Эта техника заключается в подкреплении поведенческих актов, которые постепенно приближают индивида к желаемому результату.
Метод шейпинга применяется в поведенческой психотерапии, он может использоваться для обучения моторным или социальным навыкам, для улучшения дикции и т. д. Шейпинг также часто применяется в работе с психотическими больными, с умственно отсталыми детьми и с лицами, страдающими аутизмом. В процессе шейпинга подкрепляются поведенческие акты, которые являются приближением к целевому поведению, и удаляются подкрепления, которые несовместимы с желательным типом поведения.
:Пример шейпинга, применяемого для коррекции дикции. 

1. Разбиение задачи на цепочку из желаемых поведенческих актов
| Повторить слог за преподавателем | → | Правильно прочесть слог | → | Правильно прочесть слово | → | Правильно прочесть незнакомое слово | → | Правильно прочесть фразу |
2. Если ученик правильно выполняет задание, преподаватель хвалит его. После нескольких правильных ответов ученику предлагается более трудное задание.
Несмотря на кажущуюся простоту метода шейпинга, основная сложность  этой техники заключается в определении того, какой поведенческий акт следует рассматривать как «правильный» и, вследствие этого, подкреплять. Решение должно приниматься быстро, поскольку подкрепление будет эффективным только в том случае, когда оно следует немедленно за поведенческим актом.